# 側坐核
側坐核（そくざかく、英: Nucleus accumbens, NAcc）は、前脳に存在する神経細胞の集団。

## 概要
側坐核は報酬・快感・嗜癖・恐怖に重要な役割を果たすと考えられている。
側坐核は両側の大脳半球に一つずつ存在する。尾状核頭と被殻前部が透明中隔の外側で接する場所に位置する。側坐核は嗅結節などとともに腹側線条体の一部である。側坐核は「core」と「shell」という、構造的にも機能的にも異なる二つの構造に分類される。側坐核の神経細胞のうち約95％はGABA産生性の中型有棘神経細胞（medium spiny neuron）であり、出力される投射は側坐核からの出力のうち最も主要である。他にはコリン作動性の大型無棘細胞（large aspiny neuron）が存在する。
側坐核からは腹側淡蒼球（ventral pallidum）に投射する（GABA作動性出力）。その後に腹側淡蒼球からは視床の背内側（MD）核に投射し、視床背内側核は大脳新皮質の前頭前野に投射する。他に側坐核からの出力として黒質と橋網様体（脚橋被蓋核など）への結合がある。
側坐核への主な入力として、前頭前野・扁桃体・海馬からのものや、扁桃体基底外側核のドーパミン細胞から中脳辺縁系を経て入力するもの、視床の髄板内核、正中核からの入力があるため、側坐核は皮質－線条体－視床－皮質回路の一部として見做されることもある。腹側被蓋野からのドーパミン性入力は側坐核の神経活動を調節すると考えられている。モルヒネなどは腹側被蓋野でドーパミン神経を刺激し、側坐核へ投射する神経（A10神経）の末端からドーパミンの分泌を促し、シナプス間隙のドーパミンが増えることによりシナプス後細胞が非生理的な興奮状態となり、モルヒネ摂取者は「何物にも代え難い幸福感」を味わい、依存のうち精神依存はこの機序で形成する。一方で嗜癖性の高い薬物でもコカインやアンフェタミンなどは側坐核にて主にシナプス前細胞に作用する。メチルフェニデートやコカインはシナプス前細胞によるドーパミンの再取り込みを阻害し、ドーパミン濃度の上昇を来す機序による。
アンフェタミンやメタンフェタミンなどの覚醒剤はドーパミンの再取り込み経路から逆行性にシナプス前細胞に侵入し、ドーパミンの産生を亢進させ、再取り込み経路の流れを逆転させ、そこからもシナプス間隙にドーパミンが分泌されるという非生理学的な現象を起こさせる（生理的な再取り込みは発生しない）。更に不要なドーパミンを分解し、ドーパミン作用の安定化に寄与するモノアミンオキシダーゼ（MAO）の働きを阻害する。これらの効果のため、ドーパミン量の調整機構が部分的に機能しなくなる。このようにドーパミンを増加させることで嗜癖作用を有する。メチルフェニデート（治療薬）は側坐核にてドーパミンを分泌させ、報酬系のドーパミン充足により衝動性を抑制する（ただし積極性も抑制する）。ADHDの作用点は前頭葉と考えられており、ノルアドレナリン再取り込み阻害剤の投与でもある程度の改善効果を認めるのがその証左である。

### 意欲との関係
側坐核は意欲ややる気とも関わっており、側坐核は行動する事で機能し始める。脳は基本的に変化に対応して動くが、何もしていない状態では脳の機能が低下し、意欲は起きないという。またクオリティに固執し過ぎず、完璧でなくても良く、とにかく行動を開始してみる事が大事であるという。ズーニンの法則（初動4分の法則）と関連しており、行動開始後の最初の4分間で側坐核が機能する。

## 研究
- 1950年代にOldsとMilnerはラットの中隔領域に電極を挿入し、ラットがレバーを押すことで電気刺激するという実験を行ったが、摂食や飲水もせずに押し続けるという行動が見られた。これによりこの領域が脳の「快楽中枢」であることが示唆された[10]。その後に側坐核は嗜癖との関連で研究されることが多かったが、食事や性交などの多彩な報酬と関連していることが知られるようになった。最近の研究では音楽によって惹起される感情の調整に関与することも報告されている[11]。2007年には2つの研究チームが重度のうつ病の治療目的で側坐核に深部電極刺激を行った[12]。

- 京都大学の研究グループは側坐核が活発に活動する人ほど嘘をつく割合が高いことを世界で初めて実証した[13]。阿部修士（特定准教授）らはアメリカ人男女28人にコインの表裏を予想させ、予想が当たったと自己申告すれば報酬がもらえるゲームを行い、脳の活動を測定した。その結果、側坐核が活発に活動する人ほど嘘の申告をする割合が高いことを突き止めた[14]。